# Вартковице (гмина)
Вартковице (пол. Wartkowice) — сельская гмина (волость) в Польше, входит как административная единица в Поддембицкий повет, Лодзинское воеводство. Население — 6435 человек (на 2004 год).

## Сельские округа
1. Бяла-Гура
2. Бернацице
3. Бронув
4. Бронувек
5. Ходув
6. Дрвалев
7. Дзержавы
8. Грабишев
9. Кики
10. Клудно
11. Конопница
12. Кшепоцинек
13. Лонжки
14. Мрувна
15. Нер
16. Нова-Весь
17. Новы-Госткув
18. Ожешкув
19. Стажины
20. Парондзице
21. Паузев
22. Борек
23. Пелчиска
24. Плевник
25. Полесе
26. Поводув-Тшеци
27. Сакув
28. Сендув
29. Спендошин
30. Спендошин-Колёня
31. Стары-Госткув
32. Суха
33. Святоня
34. Трускавец
35. Тур
36. Уязд
37. Вартковице
38. Вежбова
39. Воля-Домброва
40. Вулька
41. Вульки
42. Залесе
43. Зельгощ

## Прочие поселения
1. Бруднувек
2. Ядвисин
3. Левины
4. Насале
5. Поводув-Первши
6. Поводув-Други
7. Стажины
8. Вежбувка
9. Вильковице
10. Воля-Недзведзя
11. Завада

## Соседние гмины
1. Гмина Даликув
2. Гмина Ленчица
3. Гмина Паженчев
4. Гмина Поддембице
5. Гмина Свинице-Варцке
6. Гмина Унеюв